# OGLE-TR-111b
OGLE-TR-111b es un planeta extrasolar que orbita la estrella OGLE-TR-111, a unos 5000 años luz de distancia de la Tierra, en la constelación de Carina.
En 2002 una búsqueda de materia oscura del proyecto OGLE detectó una disminución periódica en la intensidad de la estrella, que ocurría aproximadamente cada 4 días. Las mediciones indicaban la presencia de un cuerpo de tamaño planetario realizando tránsitos astronómicos frente a la estrella. Dado que la masa del objeto no había sido medida, podía tratarse de un planeta, una estrella enana, o algo más. En 2004 se realizaron mediciones de la velocidad radial de la estrella, que indicaron la presencia inequívoca de un planeta.
El planeta es clasificado en el tipo Júpiter caliente. Este tipo de planetas son planetas jovianos, similares en masa y tamaño a Júpiter, pero que orbitan su estrella en órbitas a lo más de un vigésimo de la terrestre (menores que la de Mercurio, que es de 2/5 la terrestre).
OGLE-TR-111b tiene una masa y distancia orbital similares a las de HD 209458 b, el primer planeta detectado por el método de tránsitos. Sin embargo, el planeta posee un radio comparable al de Júpiter, que es típico de Jupiteres o jupíteres calientes con masas mayores y órbitas más cercanas a sus estrellas, por lo que es un "eslabón perdido" importante para entender la naturaleza de estos planetas.
Se ha propuesto un segundo componente para este sistema, OGLE-TR-111c, aunque su existencia no ha sido confirmada.